# Île du Grand Brotteau
Cet article possède un paronyme, voir Brotteaux.
L'île du Grand Brotteau est une île située sur le Rhône, dans le département l'Ain en région Auvergne-Rhône-Alpes, appartenant administrativement à Groslée-Saint-Benoît, en limite de la commune de Brangues.
Cette île est rattachée à la Réserve naturelle nationale du Haut-Rhône français et au secteur du méandre du Saugey reconnu espace naturel sensible.

## Étymologie
Ce mot provient du francoprovençal broteu, lui-même formé par dérivation de brot, prononcé [bru], qui désigne les jeunes pousses d'arbres caractéristiques qui y poussent.

## Description
Elle s'étend sur près de 2 km de longueur pour une largeur d'environ 430 m. Elle est traversée au nord par la frontière entre les départements de l'Ain et de l'Isère.